# Révisions constitutionnelles sous la Cinquième République
Les révisions constitutionnelles sous la Cinquième République consistent en vingt-cinq modifications de la Constitution française du 4 octobre 1958. Survenues à partir des premières années de mise en place du régime, elles sont plus nombreuses dans les années 1990 et 2000, du fait d’une volonté de moderniser les institutions d’une part, de construire l’Union européenne et de s’intégrer à l’ordre juridique international de l’autre.
À la suite des vingt-cinq révisions survenues entre 1960 et 2024, seuls 30 articles sur les 92 originaux demeurent inchangés, et le texte constitutionnel compte alors 108 articles. Il diffère donc sensiblement de celui de 1958 ; les évolutions les plus notables sur le fond portant sur la modalité de l'élection du président de la République, l’instauration du quinquennat, le renforcement des prérogatives du Conseil constitutionnel et l’affirmation des collectivités territoriales et de l’Union européenne.

## Généralités

### Les différentes procédures

#### Article 89

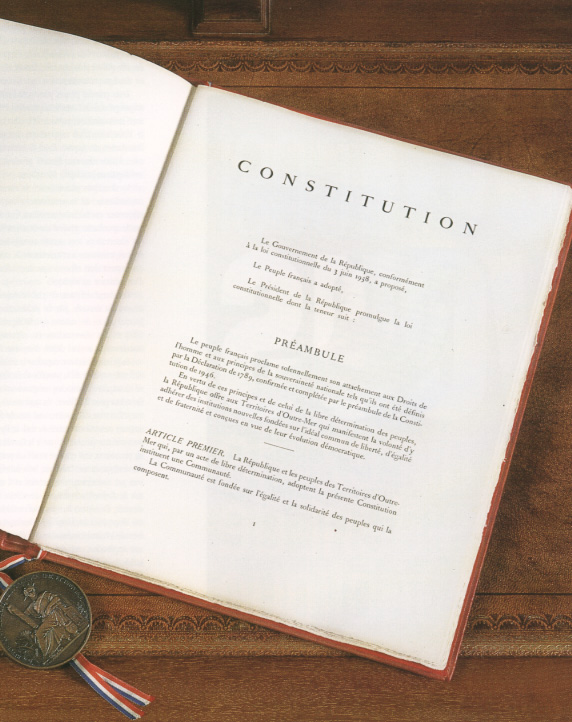
La Constitution du 4 octobre 1958 prévoit ses modes de révisions.

La révision de la Constitution est prévue par l’article 89 de la Constitution : 
«  L’initiative de la révision de la Constitution appartient concurremment au Président de la République sur proposition du Premier ministre et aux membres du Parlement.

Le projet ou la proposition de révision doit être [...] voté par les deux assemblées en termes identiques. La révision est définitive après avoir été approuvée par référendum.
Toutefois, le projet de révision n’est pas présenté au référendum lorsque le Président de la République décide de le soumettre au Parlement convoqué en Congrès ; dans ce cas, le projet de révision n’est approuvé que s’il réunit la majorité des trois cinquièmes des suffrages exprimés. [...]
Aucune procédure de révision ne peut être engagée ou poursuivie lorsqu’il est porté atteinte à l’intégrité du territoire.

La forme républicaine du Gouvernement ne peut faire l’objet d'une révision. »
— Article 89 de la Constitution dans sa version en vigueur depuis le 25 juillet 2008
Dans sa rédaction actuelle, les articles 89 et 42 précisent que « la discussion en séance des projets de révision constitutionnelle … porte, en première lecture devant la première assemblée saisie, sur le texte présenté par le Gouvernement et, pour les autres lectures, sur le texte transmis par l’autre assemblée » (et non sur le texte adopté en commission comme pour les lois ordinaires). De plus, « [l]a discussion en séance, en première lecture, d’un projet ou d’une proposition de loi ne peut intervenir, devant la première assemblée saisie, qu’à l’expiration d’un délai de six semaines après son dépôt. Elle ne peut intervenir, devant la seconde assemblée saisie, qu’à l’expiration d’un délai de quatre semaines à compter de sa transmission ».

##### Le détail de procédure
L'article 89 prévoit deux situations
| Initiative                                                     | Discussion et adoption                            | Approbation           |
| -------------------------------------------------------------- | ------------------------------------------------- | --------------------- |
| Président de la République sur proposition du Premier ministre | Vote par les deux assemblées en termes identiques | Congrès ou référendum |
| Membres du Parlement                                           | Vote par les deux assemblées en termes identiques | Référendum            |

À la différence de la situation en matière d'initiative législative, le Gouvernement ne peut déposer un projet de loi de révision constitutionnelle sans l'accord du président de la République. Le Conseil d’État s’assure que le projet ne place pas la France en contradiction avec ses engagements internationaux, il vérifie que les mesures envisagées sont de niveau constitutionnel et signale qu’une disposition contreviendrait à l’esprit des institutions, porterait atteinte à leur équilibre ou méconnaîtrait une tradition républicaine constante.
Par la suite, les deux chambres doivent adopter le projet ou la proposition de loi de révision constitutionnelle dans les mêmes termes. De ce fait, la procédure prévue au dernier alinéa de l'article 45 de la Constitution qui permet de donner le dernier mot à l'Assemblée nationale en cas de désaccord ne s'applique pas. Le Sénat dispose donc d'une forme de droit de veto à l'encontre des révisions constitutionnelles. Il en a fait application en 1984 notamment. Une fois que le projet ou la proposition de loi de révision constitutionnelle a été adoptée par les deux chambres, le président de la République dispose de trois choix. Il peut abandonner la révision, la soumettre à référendum ou la présenter devant le Congrès. À l'origine, le recours au référendum devait être la procédure de droit commun mais elle n'a été utilisée qu'à une seule reprise en 2000. Enfin, devant le Congrès, l'exigence d'une majorité des 3/5 est assez exigeante. En raison de toutes ces conditions, une révision constitutionnelle ne peut être adoptée que si elle suscite un accord de la part des différentes autorités politiques, que ce soit le chef de l'État, le Parlement, le Gouvernement et, dans certains cas, les citoyens.

##### La question des limites du pouvoir constituant
Les deux derniers alinéas posent une limite aux possibilités de révision constitutionnelle. Toutefois, leur respect dépend uniquement de la volonté des pouvoirs en place de ne pas les remettre en cause. En effet, si le Conseil constitutionnel a reconnu l'existence de ces limites dans sa décision no 92-312 DC, il se déclare incompétent pour statuer sur leur respect par une révision constitutionnelle, depuis sa décision no 2003-469 DC du 26 mars 2003. En la matière, des parlementaires remettaient en cause la mise en place de la décentralisation par la révision du 28 mars 2003 en ce qu'elle porterait atteinte à la forme républicaine du Gouvernement. Cette décision du Conseil constitutionnel a pu être considérée comme trop abrupte. Il aurait été admissible que le juge constitutionnel se contente de contrôler la procédure de révision constitutionnelle. Toutefois, un contrôle trop poussé du Conseil constitutionnel sur une révision constitutionnelle aurait pu être considéré comme une forme de « coup d'état du juge constitutionnel » selon les termes de Jean-Éric Schoettl. Pour sa part, le doyen Vedel estime que le pouvoir constituant est souverain et qu'il ne peut lui être fixé de limites.
De ce fait, ces deux alinéas ne font l'objet d'aucune procédure permettant d'en assurer le respect, sans compter qu'il serait possible de réviser la Constitution de manière à les supprimer. Enfin, il convient de préciser que le sens exact de l'expression « forme républicaine du Gouvernement » est sujette à débat. En effet, au sens strict, elle implique que la monarchie ne peut être rétablie mais elle peut être interprétée plus largement pour englober certains principes fondamentaux de la République française.
Deux autres limites existent en matière de révision constitutionnelle. Conformément à l'article 7 de la Constitution, en cas de vacance de la présidence de la République, il ne peut être procédé à une révision de la Constitution. Il en est de même en cas de mise en œuvre des pouvoirs spéciaux du président de la République prévue par l'article 16 de la Constitution.

#### Autres modes de révisions
Depuis le début de la Cinquième République, des révisions ont été adoptées sans utiliser l’article 89.
La loi constitutionnelle du 4 juin 1960 a été adoptée par un vote parlementaire selon l’ancien article 85 de la Constitution, qui faisait intervenir le Sénat de la Communauté.
La loi constitutionnelle  du 6 novembre 1962 a été adoptée, hors de toute procédure parlementaire, par la voie de l’article 11 de la Constitution et du référendum du 28 octobre 1962. L’utilisation de cette procédure pour réviser la Constitution a été vivement critiquée, étant donné que dans le texte l’article ne prévoit pas explicitement qu’il puisse être utilisé pour réviser la Constitution. L'Assemblée nationale a réagi en adoptant la seule motion de censure de la Cinquième République le 5 octobre 1962. Toutefois, le Conseil constitutionnel, dans sa décision no 62-20 DC du 6 novembre 1962 relative à l'élection du président de la République, a décliné sa compétence étant donné que le référendum est une expression directe de la souveraineté nationale et qu'il n'est pas habilité par l'article 61 de la Constitution à juger des lois votées par un tel biais. Cette procédure a aussi été mise en œuvre lors du référendum français sur la réforme du Sénat et la régionalisation de 1969 mais elle n'a pas été menée à son terme en raison de la victoire du non. Si certaines personnalités politiques comme François Mitterrand ou Ségolène Royal ont admis la validité de cette procédure de révision, le Conseil d'État a pris position dans son arrêt Sarran et Levacher du 30 octobre 1998. En effet, en indiquant « Considérant qu'il ressort de ces dispositions que seuls les référendums par lesquels le peuple français exerce sa souveraineté, soit en matière législative dans les cas prévus par l'article 11 de la Constitution, soit en matière constitutionnelle comme le prévoit l'article 89, sont soumis au contrôle du Conseil constitutionnel », il semble restreindre les référendums de l'article 11 aux seules modifications législatives et non à des révisions constitutionnelles, une position aussi défendue par la commissaire du gouvernement sur cette affaire. Enfin la jurisprudence Hauchemaille du 25 juillet 2000 permet au Conseil constitutionnel de contrôler la recevabilité des décrets relatifs à la convocation et à l'organisation du référendum. L’utilisation de l’article 11 pour une révision constitutionnelle pourrait donc être annulée avant même le référendum.

### Entrée en vigueur
Sauf mention contraire, les dispositions des lois constitutionnelles entrent en vigueur à la date de leur promulgation.
Certaines lois constitutionnelles récentes ont toutefois prévu une date d'entrée en vigueur différée. Le contenu matériel de la Constitution, dans ces cas-là, change donc à des dates différentes de celles de la promulgation des lois constitutionnelles.
Par exemple, la loi constitutionnelle du 23 juillet 2008 prévoit dans son article 46 que de nombreux articles de la réforme entrent en vigueur pour certains « le 1er mars 2009 », pour d'autres « dans les conditions fixées par les lois et lois organiques nécessaires à leur application ». Par exemple la mise en  œuvre  du référendum d'initiative partagée (initiative parlementaire soutenue par une partie du corps électoral) prévue par la nouvelle rédaction de l'article 11 n’est possible que depuis le 1er janvier 2015, date de l’entrée en vigueur de la loi organique du 6 décembre 2013.
La même révision constitutionnelle a prévu en son article 47 que certaines modifications des articles de la Constitution relatifs à l'Union européenne entreraient en vigueur au moment de l'entrée en vigueur du traité de Lisbonne. Celle-ci étant survenue le 1er décembre 2009, le nouveau contenu de ces articles est entré en vigueur à cette date.

## Révisions adoptées

### Ensemble des révisions
La Constitution de la Cinquième République française a été révisée par vingt-cinq textes différents depuis sa rédaction initiale en 1958 :
| Date de la loi constitutionnelle | Objet de la révision | Procédure                            |
| -------------------------------- | --- | ------------------------------------ |
| 4 juin 1960                      | Indépendance des États africains membres de la Communauté | ancien article 85 de la Constitution |
| 6 novembre 1962                  | Élection du président de la République au suffrage universel direct | article 11                           |
| 30 décembre 1963                 | Modification de la date des sessions parlementaires | article 89 (Congrès)                 |
| 29 octobre 1974                  | Extension du droit de saisine du Conseil constitutionnel | article 89 (Congrès)                 |
| 18 juin 1976                     | Modification des règles de la campagne électorale des élections présidentielles | article 89 (Congrès)                 |
| 25 juin 1992                     | Révisions en vue de la ratification du traité de Maastricht : union économique et monétaire, vote des ressortissants européens aux élections municipales, politique commune des visas, langue française, lois organiques relatives aux territoires d'outre-mer, résolutions parlementaires sur les actes communautaires... | article 89 (Congrès)                 |
| 27 juillet 1993                  | Création de la Cour de Justice de la République et réforme du Conseil supérieur de la magistrature | article 89 (Congrès)                 |
| 25 novembre 1993                 | Accords internationaux en matière de droit d'asile | article 89 (Congrès)                 |
| 4 août 1995                      | Élargissement des possibilités de recours au référendum, session parlementaire unique, aménagement des immunités parlementaires, abrogation des dispositions relatives à la Communauté française | article 89 (Congrès)                 |
| 22 février 1996                  | Lois de financement de la sécurité sociale | article 89 (Congrès)                 |
| 20 juillet 1998                  | Accord de Nouméa en Nouvelle-Calédonie | article 89 (Congrès)                 |
| 25 janvier 1999                  | Révisions en vue de la ratification du traité d'Amsterdam | article 89 (Congrès)                 |
| 8 juillet 1999                   | Dispositions permettant de reconnaître la cour pénale internationale | article 89 (Congrès)                 |
| 8 juillet 1999                   | Dispositions relatives à l’égalité entre les femmes et les hommes | article 89 (Congrès)                 |
| 2 octobre 2000                   | Quinquennat | article 89 (Référendum)              |
| 25 mars 2003                     | Mandat d'arrêt européen | article 89 (Congrès)                 |
| 28 mars 2003                     | Organisation décentralisée de la République : affirmation du principe de décentralisation, référendum local, expérimentation par les collectivités territoriales, encadrement des finances locales | article 89 (Congrès)                 |
| 1er mars 2005                    | Révisions en vue de la ratification du traité établissant une Constitution pour l'Europe | article 89 (Congrès)                 |
| 1er mars 2005                    | Charte de l'environnement | article 89 (Congrès)                 |
| 23 février 2007                  | Collège électoral de Nouvelle-Calédonie | article 89 (Congrès)                 |
| 23 février 2007                  | Statut juridictionnel du président de la République | article 89 (Congrès)                 |
| 23 février 2007                  | « Nul ne peut être condamné à la peine de mort » | article 89 (Congrès)                 |
| 4 février 2008                   | Révisions en vue de la ratification du traité de Lisbonne | article 89 (Congrès)                 |
| 23 juillet 2008                  | Importante révision prévoyant notamment : impossibilité pour le président de la République d’exercer plus de deux mandats consécutifs, instauration du référendum d’initiative partagée et de la question prioritaire de constitutionnalité, information du Parlement par le Gouvernement en cas d’intervention des forces armées à l’étranger, changement dans le fonctionnement du Conseil économique, social et environnemental et du Conseil supérieur de la magistrature, création du défenseur des droits, ordre du jour des assemblées fixées par elles-mêmes, délibération du Parlement en séance publique sur le texte adopté par la commission saisie, possibilité pour le chef de l’état de s'exprimer devant le congrès… | article 89 (Congrès)                 |
| 8 mars 2024                      | Ajout de la liberté garantie de recourir à l’interruption volontaire de grossesse dans l’article 34 | article 89 (Congrès)                 |

Notes :
1. ↑  Le traité de Maastricht est ratifié par la loi no 92-1017 du 24 septembre 1992 autorisant la ratification du Traité sur l’Union européenne, elle-même approuvée par le référendum du 20 septembre 1992.
2. ↑  Le traité d’Amsterdam est ratifié par la loi no 99-229 du 23 mars 1999 autorisant la ratification du traité d’Amsterdam modifiant le traité sur l’Union européenne, les traités instituant les Communautés européennes et certains actes connexes.
3. ↑  Le traité établissant une Constitution pour l'Europe n’a pas été ratifié par la France après la victoire du non au référendum du 29 mai 2005. De ce fait, les révisions permettant la conformité au traité (article 3 de la loi constitutionnelle) ne sont jamais entrées en vigueur.
4. ↑  Le traité de Lisbonne est ratifié par la loi no 2008-125 du 13 février 2008 autorisant la ratification du traité de Lisbonne modifiant le traité sur l’Union européenne, le traité instituant la Communauté européenne et certains actes connexes.

### 1962: l'élection du président de la République au suffrage universel direct
Voulant passer outre l'opposition probable du Sénat, de Gaulle fait réviser la constitution en utilisant l'article 11 qui permet au président de soumettre à référendum « tout projet de loi portant sur l'organisation des pouvoirs publics ». La légalité du recours à cet article est très douteuse, car la Constitution prévoit les mécanismes de sa propre révision dans l'article 89 (un référendum est possible, mais après accord du Parlement). Elle suscite de vifs débats politiques et une controverse juridique, ainsi que la constitution d'un « cartel des non » inédit.
Néanmoins le prestige de De Gaulle, le fait que le « oui » l'emporta avec plus de 62 % des voix, et le fait que le Conseil constitutionnel refuse de contrôler la constitutionnalité des lois adoptées par référendum (car elles sont adoptées directement par le peuple), ont permis la mise en œuvre de cette réforme.
Dans la pratique, cette réforme n'a pas seulement changé le mode d'élection du président, elle a aussi considérablement augmenté ses pouvoirs en lui donnant une légitimité populaire que n'a pas le Premier ministre. On peut ainsi parler de seconde naissance de la Ve République.

### 1974: la réforme du mode de saisine du Conseil Constitutionnel

#### Contexte
Le Conseil constitutionnel avait été pensé par Michel Debré et Charles de Gaulle comme une arme pointée contre le Parlement, dans le cadre d'un parlementarisme rationalisé. Ainsi, le rôle du Conseil était d'abord de faire respecter l'article 34 de la Constitution, en limitant les empiétements du Parlement et en faisant exister a contrario un exécutif fort et autonome. C'est ce pourquoi, lorsque le député Raymond Triboulet avait proposé d'ouvrir la saisine du Conseil aux oppositions parlementaires, Debré s'y était refusé, estimant que le Conseil devait se borner à faire respecter les équilibres institutionnels, sans s'ériger en protecteur des droits et libertés. Cependant, la décision constitutionnelle no 71-44 DC du 16 juillet 1971 Liberté d'association a donné une nouvelle place au Conseil constitutionnel.

#### Révision
Dès lors, le Conseil constitutionnel a besoin d'une réforme. Valéry Giscard d'Estaing, nouvellement élu président de la République, souhaite élargir la saisine du Conseil constitutionnel aux parlementaires (60 députés ou 60 sénateurs), permettant ainsi à une opposition suffisamment importante de saisir le Conseil constitutionnel et ainsi de veiller au respect de la Constitution.
Il souhaite également que le Conseil constitutionnel puisse s'autosaisir lorsqu'une loi porte selon lui atteinte aux libertés publiques garanties par le Préambule ou le corps même de la Constitution, afin que chaque loi puisse effectivement être conforme à la Constitution. En effet, en l'absence d'une saisine parlementaire, par absence de volonté politique, une loi contraire à la Constitution peut entrer en vigueur. Cette disposition a cependant été supprimée par l'Assemblée nationale, notamment parce qu'elle risquait « de conduire presque inéluctablement le Conseil, lorsqu'il en fera usage, à préjuger la décision qu'il sera amené à prendre ».

#### Conséquences
La révision constitutionnelle de 1974, si elle a été qualifiée de « réformette » lors de son vote par le Congrès, a profondément bouleversé l'action politique française, en garantissant mieux la supériorité de la Constitution sur les lois. Il y eut 54 décisions constitutionnelles entre 1958 et 1975, alors qu'il y en a eu plus de 200 dans les 15 années suivantes, entre 1975 et 1990. Cependant, le problème de la saisine restait entier : il était toujours aujourd'hui possible de voir une loi contraire à la Constitution entrer en vigueur, avec les dérives que cela pouvait emporter. Une saisine indépendante du pouvoir législatif et exécutif paraissait indispensable, comme c'était le cas en Allemagne ou en Espagne. Depuis mars 2010, la Question prioritaire de constitutionnalité a ouvert la saisine à tout justiciable, qui, à l'occasion d'une instance, remet en cause la constitutionnalité d'une disposition législative applicable. Cette saisine permet, après un filtrage par la Cour suprême de l'ordre juridictionnel en question (Cour de cassation ou Conseil d'État), de demander au Conseil constitutionnel l'abrogation de cette disposition, si cette dernière est contraire à un droit ou une liberté que la Constitution garantit.

### 1992: le traité de Maastricht
Cette révision avait pour but de rendre la Constitution compatible avec le traité sur l'Union européenne. Elle introduisait également, pour la première fois, un changement de l'article 2 qui disposait désormais que la langue de la République était le français.
C'est cet article qui est depuis systématiquement invoqué par les plus hautes juridictions de l'État pour refuser toute officialisation des langues de France ainsi que la ratification de la Charte européenne des langues régionales ou minoritaires.

### 2000: le quinquennat
Le quinquennat est présenté pour la première fois le 10 septembre 1973 par Georges Pompidou. Le texte, adopté en termes identiques par l’Assemblée nationale et par le Sénat, n’a pas été soumis au Congrès pour approbation définitive, le président de la République n'ayant pas donné suite, en raison de l'impossibilité à réunir la majorité des trois cinquièmes nécessaires devant le Congrès et des résistances à son projet,.
Le texte de 2000 est la première révision constitutionnelle soumise au référendum en application de l’article 89 de la Constitution. Après 73 % de « oui » le 24 septembre 2000, elle fut promulguée le 2 octobre. Elle a limité à cinq ans la durée du mandat présidentiel, mais ne s'est pas appliquée au président en exercice, Jacques Chirac, qui avait été élu en 1995 pour sept ans.
La principale motivation de cette révision était d'éviter la cohabitation, en faisant concorder la durée des mandats du président avec celui des députés. En effet, lorsque la majorité parlementaire n'était pas favorable au Président, celui-ci était politiquement contraint de nommer un Premier ministre de l'opposition majoritaire, car un Premier ministre de son parti aurait risqué la censure de son gouvernement par l'Assemblée nationale en application de l'article 49.

### 2005: la charte de l'environnement
La Constitution inclut dans son préambule, depuis le 1er mars 2005, une charte de l'environnement en 10 articles, à la demande du Président de la République Jacques Chirac.

### 2008: ratification du traité de Lisbonne
En vue de la ratification ultérieure du Traité de Lisbonne, une révision du titre XV de la Constitution a été votée par le Congrès le 4 février 2008, par 560 voix contre 181. La loi constitutionnelle a été promulguée le jour même.
Les modifications apportées à la Constitution entérinent les transferts de souveraineté énumérés dans le traité de Lisbonne par un renvoi direct à ce texte. Une trentaine de domaines régis jusqu'alors par la règle de l'unanimité comme la politique agricole commune ou la justice pénale relèveront désormais d'un vote à la majorité qualifiée.
Sur le plan du fonctionnement institutionnel, les modifications traduisent en termes constitutionnels les prérogatives accordées aux parlements nationaux.
À compter de l’entrée en vigueur du traité de Lisbonne, le titre XV de la Constitution sera modifié selon l'article 2 de la loi constitutionnelle.
L’article 3 de la loi constitutionnelle procède à l’abrogation des dispositions de l’article 3 de la loi constitutionnelle no 2005-204 du 1er mars 2005 qui avait modifié le titre XV de la Constitution « à compter de l’entrée en vigueur de ce traité » : ces dispositions constitutionnelles ne sont pas entrées en vigueur et sont désormais dépourvues d’objet.

### 2008: réforme des institutions
La loi constitutionnelle du 23 juillet 2008 modifie de nombreux articles. Elle crée le référendum d'initiative partagée, la question prioritaire de constitutionnalité et le défenseur des droits.
Le Conseil économique et social devient le Conseil économique, social et environnemental. La composition du Conseil supérieur de la magistrature est modifiée, et cette institution a désormais une compétence consultative pour la nomination des procureurs généraux.
Le président de la République ne peut dorénavant exercer plus de deux mandats consécutifs et ses « pleins pouvoirs » en période de crise donnent lieu à des avis du Conseil constitutionnel.
Enfin, la révision avait pour but de rééquilibrer les rapports entre le pouvoir exécutif et le Parlement au profit de ce dernier : les commissions parlementaires peuvent s’opposer à certaines des nominations présidentielles à la majorité des trois cinquièmes des suffrages exprimés ; le président recouvre un droit de message : il peut s’exprimer devant le Congrès ; les parlementaires sont remplacés temporairement en cas d’acceptation par eux de fonctions gouvernementales (auparavant un ministre qui perdait son portefeuille ne pouvait plus retrouver son siège au Parlement) ; le gouvernement doit dorénavant informer le Parlement de sa décision de faire intervenir les forces armées à l’étranger ; les assemblées fixent elles-mêmes leur ordre du jour. L’usage de l’engagement de responsabilité sur un texte est limité aux projets de loi de finances et de financement de la sécurité sociale, ainsi qu'à un seul projet de loi d'un autre type.

### 2024: inscription de l'IVG
Le 8 mars 2024, journée internationale des droits des femmes, la loi inscrivant la liberté de recourir à l'avortement dans la Constitution est officiellement promulguée, après avoir été adoptée par le Parlement réuni en Congrès. La France devient ainsi le premier pays au monde à inscrire explicitement dans sa Constitution la liberté des femmes à recourir à l'interruption volontaire de grossesse. 

## Révisions non abouties

### Non approuvées
| Date du référendum | Objet de la révision                        | Procédure                     |
| ------------------ | ------------------------------------------- | ----------------------------- |
| 27 avril 1969      | Création des régions et rénovation du Sénat | article 11 de la Constitution |

En 1969, Charles de Gaulle présente un projet sur la création des régions et la rénovation du Sénat. Utilisant l’article 11, un  référendum est organisé le 27 avril 1969, le « non » l’emporte (52,4 % de non, Charles de Gaulle, prenant acte de ce refus des Français, démissionna immédiatement). La régionalisation s’est finalement opérée par la voie législative, notamment en 1972 et par une révision constitutionnelle de 2003 qui a constitutionnalisé la région. Le Sénat a gardé la même forme depuis 1958.

### Interrompues
| Date      | Objet de la révision | Suites |
| --------- | --- | --- |
| 1973      | Durée du mandat présidentiel (Repris dans la loi constitutionnelle du 2 octobre 2000) | Adopté par les deux assemblées, sans suites                                                                                                   |
| 1974      | Retour des anciens ministres à leur mandat de parlementaire (Repris dans la loi constitutionnelle du 23 juillet 2008) | Adopté par les deux assemblées, sans suites                                                                                                   |
| 1984      | Extension du champ du référendum de l’article 11 pour l’étendre aux garanties fondamentales des libertés publiques | Adopté par l’Assemblée nationale puis rejeté par le Sénat                                                                                     |
| 1990      | Exception d'inconstitutionnalité (Repris dans la loi constitutionnelle du 23 juillet 2008) | Adopté par l’Assemblée nationale puis modifié par le Sénat, conduisant à un arrêt de la discussion                                            |
| 1991      | Extension du champ du référendum de l’article 11 pour l’étendre aux garanties fondamentales des libertés publiques | Adopté par l’Assemblée nationale puis rejeté par le Sénat                                                                                     |
| 1993      | Équilibre Parlement-Exécutif (Repris en partie dans les lois constitutionnelles du 4 août 1995, du 22 février 1996 et du 23 juillet 2008) | Non discuté au Parlement |
| 1998      | Conseil supérieur de la magistrature | Adopté par les deux assemblées, sans suites                                                                                                   |
| 1998      | Statut de la Polynésie française et de la Nouvelle-Calédonie | Adopté par les deux assemblées, sans suites                                                                                                   |
| 2011      | Règle d'or budgétaire (Repris par la loi organique du 17 décembre 2012) | Adopté par les deux assemblées, sans suites                                                                                                   |
| 2000-2011 | Droit de vote des étrangers | Adopté par l’Assemblée nationale puis modifié par le Sénat, sans suites                                                                       |
| 2013      | Suppression de l’inviolabilité en matière civile du président de la République et de la Cour de justice de la République | Non discuté au Parlement |
| 2013      | Non-cumul entre membre du gouvernement et fonction exécutive locale. Les présidents de la République ne deviennent plus membres du Conseil constitutionnel après leur mandat | Non discuté au Parlement |
| 2013      | Les textes législatifs relatifs au droit du travail, à l’emploi ou à la formation professionnelle sont négociés au préalable avec les organisations syndicales représentatives. | Non discuté au Parlement |
| 2013-2016 | Conseil supérieur de la magistrature | Adopté par l’Assemblée nationale, modifié par le Sénat, adopté par l’Assemblée nationale, sans suites,.                                       |
| 2015      | Ratification de la Charte européenne des langues régionales ou minoritaires | Rejeté par le Sénat. |
| 2015-2016 | État d'urgence et déchéance de nationalité | Adopté par l’Assemblée nationale puis modifié par le Sénat, conduisant à un arrêt de la discussion.                                           |
| 2018      | Non-cumul entre membre du gouvernement et fonction exécutive locale. Les présidents de la République ne deviennent plus membres du Conseil constitutionnel après leur mandat, Conseil supérieur de la magistrature, suppression de la Cour de justice de la République, réforme du processus législatif et du Conseil économique, social et environnemental.             | Discuté à l’Assemblée nationale et interrompu                                                                                                 |
| 2019      | Non-cumul entre membre du gouvernement et fonction exécutive locale. Les présidents de la République ne deviennent plus membres du Conseil constitutionnel après leur mandat, Conseil supérieur de la magistrature, suppression de la Cour de justice de la République, réforme du référendum d'initiative partagée et du Conseil économique, social et environnemental. | Non discuté au Parlement |
| 2021      | Ajout de la phrase « [La France] garantit la préservation de l’environnement et de la diversité biologique et lutte contre le dérèglement climatique » à l’article premier de la Constitution. | Adopté par l’Assemblée nationale puis modifié à trois reprises par le Sénat et l’Assemblée nationale, conduisant à un arrêt de la discussion. |
| 2024      | Modification du corps électoral pour les élections au congrès et aux assemblées de province de la Nouvelle-Calédonie. | Adopté par les deux assemblées, sans suites                                                                                                   |

En plus des textes effectivement déposés, plusieurs idées de modifications constitutionnelles sont avancées chaque année dans le débat politique.

### En cours
| Objet de la révision                     | État                                                 |
| ---------------------------------------- | ---------------------------------------------------- |
| Corse autonome au sein de la République. | Présenté en conseil des ministre le 30 juillet 2025. |

## Groupes de réflexion sur la modification de la Constitution
Plusieurs commissions ont été constituées officiellement afin de formuler des propositions de refonte des institutions : 
- Comité consultatif pour la révision de la Constitution, présidée par le professeur de droit public Georges Vedel en 1993. Il a inspiré la réforme du statut juridictionnel des ministres et, plus indirectement, celle du Conseil supérieur de la magistrature[PLC 7]. Ses travaux serviront à la réflexion et aux réformes qui suivront, notamment en 1995 et 2008.
- Commission Truche, en 1997, présidée par Pierre Truche, premier président de la Cour de cassation, a formulé des propositions sur le statut du parquet et le respect de la présomption d’innocence. La réforme constitutionnelle envisagée porte sur la composition du CSM et la nomination des procureurs[26].
- Commission Avril, présidée par le professeur de droit public Pierre Avril, en 2002, invitée à se prononcer sur le statut pénal du président de la République[27]. Ses travaux inspireront en partie la révision constitutionnelle du 23 février 2007.
- Commission Coppens de préparation de la Charte de l'environnement, rapport remis le 1er avril 2015[28]
- Comité de réflexion et de proposition sur la modernisation et le rééquilibrage des institutions, ou « comité Balladur », présidée par l'ancien Premier ministre Édouard Balladur, en 2007. La modification de la constitution reprenant une partie des conclusions du rapport du comité a été adoptée par le congrès le 21 juillet 2008.
- Commission Veil, présidée par l'ancienne ministre et magistrate Simone Veil, en 2008, invitée à se prononcer sur l'opportunité d'introduire de nouveaux droits dans le préambule de la constitution[29]. La commission n'envisage finalement qu'un seul ajout à l'article 1er de la Constitution pour y introduire une référence à un principe d'« égale dignité de chacun »[30].
- Commission sur la rénovation et la déontologie de la vie publique, dite « commission Jospin », présidée par l'ancien Premier ministre Lionel Jospin, chargée en 2012 de proposer une réforme sur la vie publique. Elle formule 35 propositions : sur l'élection présidentielle, le Parlement, la limitation du cumul des mandats, le statut juridictionnel de l'exécutif et la prévention des conflits d'intérêts.
- Groupe de travail sur l'avenir des institutions présidé par Claude Bartolone, président de l'Assemblée nationale. Cette commission commence ses travaux en novembre 2014 et rassemble des parlementaires et des personnalités qualifiées. Son rapport rendu le 2 octobre 2015 formule dix-sept propositions dont le rétablissement du septennat présidentiel, la fusion du Sénat et du Conseil économique, social et environnemental et le renforcement de l’indépendance de la Justice[31],[32].

### Lois constitutionnelles citées
Ces lois peuvent être consultées sur le site Légifrance.
1. ↑  Loi constitutionnelle no 60-525 du 4 juin 1960 tendant à compléter les dispositions du titre XII de la Constitution.
2. ↑  Loi no 62-1292 du 6 novembre 1962 relative à l'élection du président de la République au suffrage universel.
3. ↑  Loi constitutionnelle no 63-1327 du 30 décembre 1963 portant modification des dispositions de l'article 28 de la Constitution.
4. ↑  Loi constitutionnelle no 74-904 du 29 octobre 1974 portant révision de l'article 61 de la Constitution.
5. ↑  Loi constitutionnelle no 76-527 du 18 juin 1976 modifiant l’article 7 de la constitution.
6. ↑  Loi constitutionnelle no 92-554 du 25 juin 1992 ajoutant à la Constitution un titre : « Des Communautés européennes et de l'Union européenne ».
7. ↑  Loi constitutionnelle no 93-952 du 27 juillet 1993 portant révision de la Constitution du 4 octobre 1958 et modifiant ses titres VIII, IX, X et XVIII.
8. ↑  Loi constitutionnelle no 93-1256 du 25 novembre 1993 relative aux accords internationaux en matière de droit d’asile.
9. ↑  Loi constitutionnelle no 95-880 du 4 août 1995 portant extension du champ d’application du référendum, instituant une session parlementaire ordinaire unique, modifiant le régime de l’inviolabilité parlementaire et abrogeant les dispositions relatives à la Communauté et les dispositions transitoires.
10. ↑  Loi constitutionnelle no 96-138 du 22 février 1996 instituant les lois de financement de la sécurité sociale.
11. ↑  Loi constitutionnelle no 98-610 du 20 juillet 1998 relative à la Nouvelle-Calédonie.
12. ↑  Loi constitutionnelle no 99-49 du 25 janvier 1999 modifiant les articles 88-2 et 88-4 de la Constitution.
13. ↑  Loi constitutionnelle no 99-568 du 8 juillet 1999 insérant, au titre VI de la Constitution, un article 53-2 et relative à la Cour pénale internationale.
14. ↑  Loi constitutionnelle no 99-569 du 8 juillet 1999 relative à l'égalité entre les femmes et les hommes.
15. ↑  Loi constitutionnelle no 2000-964 du 4 octobre 2000 relative à la durée du mandat du président de la République.
16. ↑  Loi constitutionnelle no 2003-267 du 25 mars 2003 relative au mandat d'arrêt européen.
17. 1 2  Loi constitutionnelle no 2003-276 du 28 mars 2003 relative à l'organisation décentralisée de la République.
18. ↑  Loi constitutionnelle no 2005-204 du 1er mars 2005 modifiant le titre XV de la Constitution.
19. ↑  Loi constitutionnelle no 2005-205 du 1er mars 2005 relative à la Charte de l'environnement.
20. ↑  Loi constitutionnelle no 2007-237 du 23 février 2007 modifiant l'article 77 de la Constitution.
21. ↑  Loi constitutionnelle no 2007-238 du 23 février 2007 portant modification du titre IX de la Constitution.
22. ↑  Loi constitutionnelle no 2007-239 du 23 février 2007 relative à l'interdiction de la peine de mort.
23. 1 2  Loi constitutionnelle no 2008-103 du 4 février 2008 modifiant le titre XV de la Constitution.
24. ↑  Loi constitutionnelle no 2008-724 du 23 juillet 2008 de modernisation des institutions de la Ve République.
25. ↑  Loi constitutionnelle no 2024-200 du 8 mars 2024 relative à la liberté de recourir à l'interruption volontaire de grossesse.

### Projets ou propositions de lois constitutionnelles cités
1. ↑  « Projet de loi constitutionnelle portant révision de l’article 61 de la Constitution », sur www.senat.fr.
2. ↑  « Décret (extraits) n° 69.296 du 2 avril 1969 décidant de soumettre un projet de loi au référendum », sur www.senat.fr, 2008.
3. 1 2  « Les révisions de la Constitution du 4 octobre 1958, les révisions inabouties », sur www.senat.fr, 2008.
4. ↑  « Projet de loi constitutionnelle portant révision de l'article 25 de la Constitution », sur www.senat.fr.
5. ↑  « Projet de loi constitutionnelle n°1203 portant révision des articles 61, 62 et 63 de la Constitution », sur www.senat.fr.
6. ↑  « Projet de loi constitutionnelle portant révision de l'article 11 de la Constitution », sur www.senat.fr.
7. 1 2  « Projet de loi constitutionnelle portant révision de la Constitution du 4 octobre 1958 et modifiant ses titres VII, VIII, IX et X et projet de loi constitutionnelle portant révision de la Constitution du 4 octobre 1958 et relatif à l'organisation des pouvoirs publics », sur www.senat.fr.
8. ↑  « Projet de loi constitutionnelle relatif au Conseil supérieur de la magistrature », sur www.senat.fr.
9. ↑  « Projet de loi constitutionnelle relatif à la Polynésie française et à la Nouvelle Calédonie », sur www.senat.fr.
10. ↑  Projet de loi constitutionnelle relatif à l’équilibre des finances publiques sur Légifrance.
11. ↑  Proposition de loi constitutionnelle visant à accorder le droit de vote et d'éligibilité aux élections municipales aux étrangers non-ressortissants de l'Union européenne résidant en France sur Légifrance.
12. ↑  Projet de loi constitutionnelle relatif à la responsabilité juridictionnelle du président de la République et des membres du Gouvernement sur Légifrance.
13. ↑  Projet de loi constitutionnelle relatif aux incompatibilités applicables à l'exercice des fonctions gouvernementales et à la composition du Conseil constitutionnel sur Légifrance.
14. ↑  Projet de loi constitutionnelle relatif à la démocratie sociale sur Légifrance.
15. ↑  Projet de loi constitutionnelle portant réforme du Conseil supérieur de la magistrature sur Légifrance.
16. ↑  Projet de loi constitutionnelle autorisant la ratification de la Charte européenne des langues régionales ou minoritaires sur Légifrance.
17. ↑  Projet de loi constitutionnelle de protection de la Nation sur Légifrance.
18. ↑  Projet de loi constitutionnelle pour une démocratie plus représentative, responsable et efficace sur Légifrance.
19. ↑  Projet de loi constitutionnelle pour un renouveau de la vie démocratique sur Légifrance.
20. ↑  Projet de loi constitutionnelle complétant l’article 1er de la Constitution et relatif à la préservation de l’environnement sur Légifrance.
21. ↑  Projet de loi constitutionnelle portant modification du corps électoral pour les élections au congrès et aux assemblées de province de la Nouvelle-Calédonie sur Légifrance.
22. ↑  Projet de loi constitutionnelle pour une Corse autonome au sein de la République sur Légifrance.

### Lois organiques citées
Ces lois peuvent être consultées sur le site Légifrance.
1. ↑  Loi organique no 2013-1114 du 6 décembre 2013 portant application de l’article 11 de la Constitution.
2. ↑  Loi organique no 2012-1403 du 17 décembre 2012 relative à la programmation et à la gouvernance des finances publiques.

### Décisions du Conseil constitutionnel citées
Ces décisions peuvent être consultées sur le site du Conseil constitutionnel
1. ↑  « Décision n° 92-312 DC du 02 septembre 1992 dite Maastricht II », Conseil constitutionnel (consulté le 28 octobre 2015) : « Considérant que sous réserve, d'une part, des limitations touchant aux périodes au cours desquelles une révision de la Constitution ne peut pas être engagée ou poursuivie, qui résultent des articles 7, 16 et 89, alinéa 4, du texte constitutionnel et, d'autre part, du respect des prescriptions du cinquième alinéa de l'article 89 en vertu desquelles "la forme républicaine du gouvernement ne peut faire l'objet d'une révision", le pouvoir constituant est souverain ».
2. ↑  « Décision n° 2003-469 DC du 26 mars 2003 | Conseil constitutionnel », sur www.conseil-constitutionnel.fr (consulté le 3 août 2021)
3. ↑  « Décision n° 62-20 DC du 06 novembre 1962 », Conseil constitutionnel (consulté le 27 octobre 2015) : « il résulte de l'esprit de la Constitution qui a fait du Conseil constitutionnel un organe régulateur de l'activité des pouvoirs publics que les lois que la Constitution a entendu viser dans son article 61 sont uniquement les lois votées par le Parlement et non point celles qui, adoptées par le Peuple à la suite d'un référendum, constituent l'expression directe de la souveraineté nationale. »

### Autres références
1. ↑  Marc Guillaume, « Les révisions constitutionnelles : une constitution moins procédurale et plus fondamentale », Pouvoirs, no 166,‎ mars 2018 (lire en ligne)
2. ↑  Conseil d’État, « Avis sur le projet de loi constitutionnelle pour une démocratie plus représentative, responsable et efficace », 3 mai 2018.
3. ↑  Gaïa et al. 2013, p. 161-162.
4. ↑  Vedel, « Souveraineté et supra constitutionnalité », Pouvoirs, vol. 67,‎ 1993, p. 79.
5. ↑  Gaïa et al. 2013, p. 163.
6. 1 2  Avril, Gicquel et Gicquel 2014, p. 306.
7. ↑  Long et al. 2013, p. 744.
8. ↑  « Le contentieux des actes préparatoires à un référendum », sur www.conseil-constitutionnel.fr
9. ↑   Voir « Changer de République, 1962-2004 », Parlement(s), Revue d'histoire politique, hors-série 1, 2004, accès gratuit en ligne sur Cairn.
10. ↑  Frédéric Rouvillois, « Michel Debré et le contrôle de constitutionnalité », Revue française de droit constitutionnel,‎ 2002 (lire en ligne )
11. ↑  Rapport de Pierre-Charles Krieg, fait en première lecture au nom de la commission des lois de l'Assemblée nationale. Voir également le dossier consacré à cette révision sur le site du Conseil constitutionnel.
12. ↑  (fr) Charlotte Chaffanjon, « Congrès de Versailles - Les présidents qui ont reculé », Le Point, 17 juillet 2008 (consulté le 20 juillet 2008).
13. ↑  « En 1973, Pompidou renonce au quinquennat », Le Figaro,‎ 29 mai 2008.
14. ↑  Jean-Marcel Jeanneney, « Contre le quinquennat », Le Monde,,‎ 13 octobre 1973.
15. ↑  Miodrag Jovicic, « La nouvelle Constitution yougoslave de 1974. Ses particularités et caractéristiques en tant qu'acte juridique général suprême. », Revue internationale de droit comparé, vol. 26, no 4,‎ 1974, p. 793-794 (DOI 10.3406/ridc.1974.15623, lire en ligne, consulté le 26 mai 2024)
16. ↑  «Aucun État n'a inscrit un droit à l'IVG dans sa Constitution, sauf l'ex-Yougoslavie», Le Figaro, 19 octobre 2022 (consulté le 26 mai 2024)
17. ↑  Malgré la Yougoslavie en 1974 qui garantissait la liberté de « décider librement de la naissance de ses enfants » (mais pas explicitement un droit à l'avortement même si cela se traduisait par un droit à l'avortement jusqu'à 10 semaines de grossesse)[15],[16].
18. 1 2  Décret du 3 novembre 1999 tendant à soumettre deux projets de loi constitutionnelle au parlement réuni en congrès et Décret du 19 janvier 2000 abrogeant le décret du 3 novembre 1999 tendant à soumettre deux projets de loi constitutionnelle au Parlement réuni en Congrès sur Légifrance.
19. ↑  Corinne Laurent, « Le gouvernement renonce à convoquer le Congrès sur la réforme du Conseil supérieur de la magistrature », sur www.la-croix.com.
20. ↑  Noémie Rousseau, « La réforme du CSM adoptée par l'Assemblée, Urvoas croit au Congrès », sur www.liberation.fr, 26 avril 2016.
21. ↑  « François Hollande renonce à la déchéance de nationalité et au Congrès », Le Monde.fr,‎ 30 mars 2016 (lire en ligne, consulté le 18 juillet 2023)
22. ↑  « Après l’affaire Benalla, la révision constitutionnelle en suspens », Le Monde,‎ 9 août 2018 (lire en ligne, consulté le 9 avril 2022)
23. ↑  « « L’été est arrivé, et pschitt !, plus rien, la révision constitutionnelle a fait long feu » », Le Monde,‎ 25 juin 2019 (lire en ligne, consulté le 9 avril 2022)
24. ↑  « Référendum climat : l’exécutif enterre la promesse d’Emmanuel Macron », Le Monde,‎ 7 juillet 2021 (lire en ligne, consulté le 9 avril 2022)
25. ↑  Pierre Breteau, Alexandre Pouchard et Samuel Laurent, « L’inscription dans la Constitution, une proposition régulièrement dégainée par les politiques », sur Les Décodeurs, 26 juin 2018
26. ↑  Daniel Soulez Larivière , « La vraie lacune du rapport Truche », Libération,‎ 22 juillet 1997 (lire en ligne).
27. ↑  « Rapport de la Commission de réflexion sur le statut pénal du Président de la République », sur Vie-publique.fr
28. ↑  « Rapport de la Commission Coppens de préparation de la Charte de l'environnement », sur Vie-publique.fr.
29. ↑  « Redécouvrir le Préambule de la Constitution - Rapport du comité présidé par Simone Veil », sur Vie-publique.fr.
30. ↑  Redécouvrir le Préambule de la Constitution : le rapport Veil sur droits-libertes.org (consulté le 21 février 2012).
31. ↑  Hélène Bekmezian, « Claude Bartolone choisit une équipe éclectique pour sa mission sur « l’avenir des institutions » », Le Monde,‎ 11 novembre 2014 (lire en ligne).
32. ↑  « Groupe de travail sur l'avenir des institutions », sur www.assemblee-nationale.fr.